# Alphonse Persico
Alphonse T. Persico, detto Little Allie Boy o più semplicemente Allie Boy (New York, 8 febbraio 1954), è un mafioso statunitense che ha ricoperto il ruolo di boss reggente della famiglia Colombo dal 1996 al 2019. È figlio dello storico boss Carmine Persico.

## Biografia
Alphonse T. Persico nacque l'8 febbraio 1954 a New York. Crebbe nei quartieri di South Brooklyn e Bensonhurst. Suo padre era Carmine Persico, storico boss della famiglia criminale Colombo. Alphonse aveva due fratelli, Lawrence e Michael. Il soprannome "Little Allie Boy" gli fu attribuito per distinguerlo dallo zio paterno, anch'egli di nome Alphonse, caporegime della stessa famiglia mafiosa, deceduto nel 1989. Alphonse fu sposato con Teresa Persico.
Diversamente da molti affiliati alla mafia, da giovane Alphonse si mostrò un promettente studente: si diplomò e fu ammesso alla Facoltà di Giurisprudenza della St. John's University. Tuttavia, abbandonò gli studi al secondo anno, presumibilmente per affiancare il padre negli affari di famiglia. A vent'anni era considerato un soldato dell'organizzazione fino a raggiungere il ruolo di caporegime. Come molti altri mafiosi, Persico era attratto dal potere e dall'adrenalina della vita criminale. Nel 1983 fu arrestato per possesso di eroina, ma il procedimento fu poi archiviato.

## Carriera criminale

### La ribellione di Orena
Nel 1987, Carmine Persico venne condannato a un totale di 139 anni di carcere, a seguito di due distinti processi: il celebre Processo alla Commissione mafiosa e un altro procedimento per racket legato alle attività della famiglia Colombo. Prima del suo arresto, Persico aveva designato suo fratello Alphonse come boss reggente. Anche Little Allie Boy fu coinvolto nel cosiddetto Processo Colombo e, il 17 novembre 1986, fu condannato a 12 anni di prigione federale. Durante la sentenza, il giudice John F. Keenan esortò Alphonse a rinunciare alla carriera criminale, ricordandogli che, all'uscita dal carcere, sarebbe stato ancora relativamente giovane. Gli disse:
Se resti nella famiglia Colombo, sei uno stupido.
Consapevole di dover probabilmente trascorrere il resto della vita dietro le sbarre, Carmine Persico voleva comunque assicurarsi che il controllo sui racket della famiglia restasse in mano ai suoi parenti. Il suo piano era che Little Allie Boy assumesse la guida della famiglia non appena fosse stato rilasciato. Come soluzione temporanea, Persico nominò Victor Orena, già capo della squadra di suo figlio, come boss ad interim, specificando però che si trattava di un incarico provvisorio. Nella primavera del 1991, Orena decise di tradire i Persico e tentò di prendere il potere in modo definitivo. Ordinò al consigliere Carmine Sessa di indire una votazione tra i capi della famiglia per legittimare il suo comando. Tuttavia, Sessa informò Carmine Persico, che ordinò immediatamente l'eliminazione di Orena. Il 20 giugno 1991, alcuni uomini della famiglia tentarono senza successo di ucciderlo presso la sua abitazione.
Nel novembre dello stesso anno, dopo mesi di tensioni, la faida tra i fedeli ai Persico e quelli a Orena sfociò in una vera e propria guerra. Pur essendo detenuto, Alphonse Persico coordinava le operazioni contro il rivale. Il 13 maggio 1993, Alphonse e altri membri di spicco della famiglia furono incriminati per racket, in un’accusa che includeva anche gli omicidi del 1992 di John Minerva e Michael Imbergamo, entrambi lealisti di Orena. Entro l’ottobre 1993, Orena e gran parte dei suoi sostenitori erano stati arrestati, permettendo a Carmine Persico di mantenere il controllo della famiglia Colombo. Sempre nel 1993, Teresa Persico divorziò da Alphonse.
L'8 agosto 1994, Alphonse Persico fu assolto dalle accuse federali di racket e omicidio, grazie alle rivelazioni sul rapporto tra il caporegime Gregory Scarpa e l'FBI. Tornato in libertà, Alphonse non assunse immediatamente la guida del clan. Preferì ritirarsi nella residenza di famiglia a Fort Lauderdale, in Florida. Nel frattempo, nel 1994, Carmine Persico nominò Andrew Russo come nuovo boss reggente. Quando Russo fu incarcerato nel 1996, Alphonse Persico assunse ufficialmente il ruolo di boss reggente della famiglia Colombo.

### L'omicidio di William Cutolo
La seconda esperienza di Alphonse Persico come boss reggente della famiglia Colombo durò solo un anno prima che finisse nuovamente in prigione. All'inizio del 1999, infatti, la Guardia Costiera degli Stati Uniti fermò Persico mentre navigava nelle Florida Keys a bordo del suo motoscafo. Durante la perquisizione, gli agenti trovarono a bordo un fucile a pompa e una pistola semiautomatica, reati aggravati dal fatto che Persico fosse un pregiudicato.
Nel maggio dello stesso anno, Carmine o Alphonse Persico avrebbero ordinato l’omicidio del nuovo sottocapo della famiglia, William Cutolo. Una possibile motivazione sarebbe stata la vendetta per il sostegno che Cutolo aveva dato a Victor Orena nella guerra interna del 1991. Un'altra ipotesi suggerisce invece che Alphonse, sapendo di essere a rischio carcere per il possesso illegale di armi in Florida, temesse che Cutolo approfittasse della sua assenza per prendere il controllo della famiglia.
Il 26 maggio 1999, Marguerite Cutolo denunciò la scomparsa del marito. Quel giorno, Alphonse aveva convocato Cutolo in un parco del quartiere Bay Ridge, a Brooklyn. Una volta arrivato lì, però, Cutolo fu presumibilmente rapito da sicari della famiglia Colombo - Thomas Gioeli, Dino Calabro e Dino Saracino - e condotto nell’appartamento di Saracino, dove venne assassinato. Successivamente, Gioeli seppellì il corpo in un campo a Farmingdale, New York, luogo che sarebbe stato scoperto soltanto nell'ottobre 2008.

## Prigione
Nell'ottobre del 1999, Alphonse Persico fu nuovamente arrestato a New York con accuse federali di racket, usura e frode bancaria. Durante la perquisizione del suo appartamento a Brooklyn, gli agenti trovarono 25.000 dollari in contanti e documenti che attestavano una vasta attività di usura e truffe con carte di credito. Persico fu rilasciato su cauzione. A occuparsi del caso fu Jim Walden, vice capo della sezione Criminalità Organizzata della Procura di Brooklyn. Nel 2000, Persico fu infine condannato per il possesso illegale di armi in Florida e trasferito in un carcere federale dello stato per scontare una pena di 18 mesi.
Il 24 gennaio 2001, Alphonse Persico completò la pena detentiva per il possesso illegale di armi e si preparava a lasciare il carcere federale in Florida. Tuttavia, nello stesso giorno, fu immediatamente trasferito a New York, dove i procuratori lo incriminarono per reati di usura. Le autorità sospettavano inoltre il suo coinvolgimento nell'omicidio di William Cutolo e stavano lavorando per costruire un caso contro di lui. Persico fu trattenuto senza possibilità di cauzione. Il 20 dicembre 2001, si dichiarò colpevole di una serie di reati federali tra cui racket, usura e riciclaggio di denaro, legati alle attività criminali del 1999 e del 2001. Come parte dell’accordo di patteggiamento, Persico fu costretto a riconoscere pubblicamente il suo ruolo di boss reggente della famiglia Colombo. Il giudice lo condannò a 13 anni di prigione federale.
Il 14 ottobre 2004, Persico fu formalmente incriminato a New York anche per l’omicidio di Cutolo. Tuttavia, il 3 novembre 2006, il processo si concluse con la dichiarazione di nullità a causa di alcune accuse secondo cui Marguerite Cutolo, moglie della vittima, avrebbe mentito sotto giuramento. Nel secondo processo, il 28 dicembre 2007, Persico e il suo luogotenente John "Jackie" DeRoss furono riconosciuti colpevoli di omicidio finalizzato al sostegno di un'organizzazione criminale e di intralcio alla giustizia. Il 27 febbraio 2009, Persico fu condannato all'ergastolo senza possibilità di libertà condizionale per l'assassinio di Cutolo.

## Tempi recenti
Nel febbraio 2010, Frank Sparaco, un sicario della famiglia Colombo, riferì ai procuratori che Alphonse Persico avrebbe ordinato l'omicidio di Michael Devine nel 1992. Devine, proprietario di un nightclub a Staten Island, fu trovato morto in un'auto, ucciso a colpi d’arma da fuoco. Secondo quanto emerso, avrebbe fatto infuriare Persico per aver frequentato la moglie Teresa durante un periodo di separazione. Tuttavia, non sono mai state formalizzate accuse in merito.
Nel settembre 2015, Persico stava scontando la sua condanna all'ergastolo presso il penitenziario federale di Coleman, in Florida. Nel luglio 2017, fu trasferito presso il Federal Correctional Institution di McKean.